# ماركوس سمارت
ماركوس سمارت (بالإنجليزية: Marcus Smart)‏ مواليد 6 مارس 1994، هو لاعب كرة سلة أمريكي يلعب مع فريق بوسطن سيلتكس في الرابطة الوطنية لكرة السلة ويحمل الرقم 36. يبلغ طوله 6 قدم 4 بوصة (1.9 م).

## فرق لعب لها
- بوسطن سيلتكس

## روابط خارجية
- ماركوس سمارت على موقع الاتحاد الدولي لكرة السلة (الإنجليزية)
- ماركوس سمارت على موقع إن بي أي (الإنجليزية)
- ماركوس سمارت على موقع سبورتس رفرنس (الإنجليزية)
- ماركوس سمارت على موقع كرة السلة الأوروبية.كوم (الإنجليزية)
- ماركوس سمارت على موقع إي إس بي إن.كوم (الإنجليزية)
- ماركوس سمارت على موقع كلية كرة السلة في سبورتس رفرنس.كوم (الإنجليزية)
- ماركوس سمارت على موقع ريلجم (الإنجليزية)
- ماركوس سمارت على موقع بروبوليرز (الإنجليزية)
- ماركوس سمارت على موقع سبورتس رفرنس (الإنجليزية)
- ماركوس سمارت على موقع سبورتس رفرنس (الإنجليزية)